# Communitas perfecta
Communitas perfecta ("comunità perfetta") o societas perfecta ("società perfetta") è il nome latino dato a una delle numerose teorie ecclesiologiche, canoniche e politiche della Chiesa cattolica. 
La dottrina insegna che la Chiesa è un gruppo autosufficiente o indipendente che dispone già di tutte le risorse e le condizioni necessarie per raggiungere il suo obiettivo generale (fine ultimo) della salvezza universale dell'umanità.
Storicamente fu utilizzata per definire i rapporti Chiesa-Stato e per fornire una base teorica per il potere legislativo della Chiesa nella filosofia del diritto canonico cattolico.

## In Aristotele
Le sue origini possono essere fatte risalire alla ‘’Politica’’ di Aristotele, come un aggregato di comunità meno perfette quali la famiglia o il villaggio.  La "comunità perfetta" è stata originariamente sviluppata come teoria politica della società. L'organizzazione politica più sovrana (la Polis) può raggiungere il fine della comunità nel suo insieme (la felicità) meglio di qualsiasi parte subordinata della comunità (famiglia, villaggio, ecc.). Dal momento che può conseguire il suo fine (telos) con i propri poteri e le risorse interne, allora è autosufficiente. È l'autosufficienza l'elemento caratterizzante della ‘’polis’’. 

## Nella Scolastica
L'idea di "comunità perfetta" era presente anche nella filosofia medievale. In diretto riferimento ad Aristotele, san Tommaso d'Aquino citò lo stato (in latino civitas) come una comunità perfetta (communitas perfecta) :
(Tommaso d’Aquino, Summa Theologiae, Ia-IIæ q.90 a.3. rep. obj. 3)
Negli scritti di Tommaso d'Aquino non esistono riferimenti alla Chiesa come a una comunità perfetta. Se Tommaso d'Aquino e gli scrittori medievali mai ebbero qualche nozione di communitas perfecta applicata alla Chiesa, essa non fu chiaramente espressa e non rappresentò una base chiara per la teoria della societas perfecta che fu usata nelle successive controversie tra Chiesa e Stato.
Secondo il modello piramidale di Chiesa che si affermò alla fine del primo millennio con il passaggio dal cesaropapismo alla teocrazia papale, la Chiesa iniziò ad essere definita come societas perfecta inaequalis et hierarchica, indipendente dalla società civile e politica, e incorporante la disuguaglianza che distingueva la Chiesa-che-insegna (in latino Ecclesia docens) dalla Chiesa-che-apprende (Ecclesia discens).

## Adozione magistrale
Durante l'Illuminismo la dottrina della Societas Perfecta fu fortemente affermata per proteggere meglio la chiesa dalle ingerenze secolari. Fu menzionata anche nel magistero di pontefici favorevoli al tomismo, come in quello di papa Pio IX. E soprattutto papa Leone XIII, nella sua enciclica Immortale Dei, spiegò questo insegnamento in relazione alla Chiesa:
(Enciclica “Immortale Dei”)
Le due società perfette corrispondono a due forze: la Chiesa e lo Stato:
(Enciclica “Immortale Dei”)

## Gli sviluppi nel periodo postconciliare
La dottrina delle due società perfette di Leone XIII fu ritenuta ufficiale negli studi teologici fino al Concilio Vaticano II. Durante il Concilio stesso, così come nel nuovo Codice di Diritto Canonico del 1983, la dottrina non fu più esplicitamente menzionata e la "Comunità Perfetta" aristotelica fu quasi sostituita dal biblico "Popolo di Dio". Nella moderna teologia cattolica postconciliare, la sua discussione è limitata a teologi e accademici. Il suo quasi completo abbandono si è rivelato controverso.
Papa Paolo VI ne fa menzione e la riassume nel motu proprio Sollicitudo omnium ecclesiarum del 1969 in merito ai compiti del legato pontificio:
(‘’Sollicitudo omnium ecclesiarum’’)
Questa teologia fu in gran parte oscurata dalla teologia biblica della chiesa come Mystici Corporis Christi (Corpo mistico di Cristo), che iniziò a svilupparsi più pienamente all'inizio del XX secolo e che fu affermata da papa Pio XII nel 1943. 